# Deutominettia approximata
Deutominettia approximata är en tvåvingeart som beskrevs av Malloch 1928. Deutominettia approximata ingår i släktet Deutominettia och familjen lövflugor.
Artens utbredningsområde är Panama. Inga underarter finns listade i Catalogue of Life.